# HSCB
HSCB (англ. HscB mitochondrial iron-sulfur cluster cochaperone) – білок, який кодується однойменним геном, розташованим у людей на довгому плечі 22-ї хромосоми. Довжина поліпептидного ланцюга білка становить 235 амінокислот, а молекулярна маса — 27 422.
| 10         |  | 20         |  | 30         |  | 40         |  | 50         |
| ---------- |  | ---------- |  | ---------- |  | ---------- |  | ---------- |
| MWRGRAGALL |  | RVWGFWPTGV |  | PRRRPLSCDA |  | ASQAGSNYPR |  | CWNCGGPWGP |
| GREDRFFCPQ |  | CRALQAPDPT |  | RDYFSLMDCN |  | RSFRVDTAKL |  | QHRYQQLQRL |
| VHPDFFSQRS |  | QTEKDFSEKH |  | STLVNDAYKT |  | LLAPLSRGLY |  | LLKLHGIEIP |
| ERTDYEMDRQ |  | FLIEIMEINE |  | KLAEAESEAA |  | MKEIESIVKA |  | KQKEFTDNVS |
| SAFEQDDFEE |  | AKEILTKMRY |  | FSNIEEKIKL |  | KKIPL      |  |            |

A: Аланін

C: Цистеїн

D: Аспарагінова кислота

E: Глутамінова кислота

F: Фенілаланін

G: Гліцин

H: Гістидин

I: Ізолейцин

K: Лізин

L: Лейцин

M: Метіонін

N: Аспарагін

P: Пролін

Q: Глутамін

R: Аргінін

S: Серин

T: Треонін

V: Валін

W: Триптофан

Кодований геном білок за функцією належить до шаперонів. 
Білок має сайт для зв'язування з іонами металів. 
Локалізований у цитоплазмі, мітохондрії.